# Marino Gutiérrez
Marino Gutiérrez Suárez (Siero 1921 - Carreño 1996) fue un reconocido empresario y benefactor asturiano.

## Biografía
Marino Gutiérrez nació en el pueblo de San Juan del Coto, en la zona minera de Siero. Poco antes de cumplir los 10 años, habiendo quedado huérfano, comienza a trabajar como "guaje" en la mina Rufina de Campanal (propiedad de su tío Manuel Suárez García), cerca de La Felguera, villa en la que residirá buena parte de su vida y por la que profesó gran cariño. Tras desempeñar varios puestos en la mina durante 15 años mostrando gran interés por los asuntos sociales de la clase trabajadora, se incorpora en las tareas administrativas en la empresa familiar "Carbones de Langreo, S.A.", que profundiza en 1946 el Pozo Santa Eulalia. Ahí permanece hasta que la mina pasa a integrarse en Hunosa en 1969. Dedicará entonces su tiempo a la empresa minera "Minas del Narcea S.A.", (que había fundado en 1965), lo que supuso un gran impulso a la industria minera en la zona occidental de Asturias y que se mantuvo durante décadas. En 1964 es cofundador del Banco de Langreo, más tarde Banco de Asturias. En 1978 contrae matrimonio en Covadonga con Sagrario Fernández Ariznavarreta. Además de las mencionadas Marino Gutiérrez fue socio y cofundador de otras muchas empresas: Refractaria, Asturiana de Valores, Embotelladora Asturiana, Comercial Asturiana de Papelería, Impresora Técnica Española o Servicios Diblen.
Sus medidas sociales fueron admiradas por buena parte de la población e instituciones. Así, en 1980 recibe la Medalla de Oro de Cruz Roja española, en 1997 la Medalla de Plata a título póstumo del Gobierno del Principado de Asturias, y numerosas condecoraciones de instituciones culturales y benéficas de los lugares donde desarrolló su trabajo.
Marino falleció en un accidente de tráfico en Prendes, municipio de Carreño el 20 de septiembre de 1996.

## Fundación Marino Gutiérrez
Tras su inesperado fallecimiento, su viuda comenzó a gestionar la creación de una fundación con su nombre que viniera a reconocer el esfuerzo benefactor y emprendedor de la sociedad asturiana. Así en 1997 se funda la entidad, con el apoyo decisivo de la Sociedad de Festejos y Cultura San Pedro de La Felguera, donde se establece su sede.

### Premios Marino Gutiérrez
Desde 1998 se entregan anualmente los Premios Marino Gutiérréz Suárez en el Teatro de La Felguera, además de celebrarse unas jornadas culturales, galardones que comprenden las
categorías:
- Premio a los Valores Humanos y el Bienestar Social
- Premio a la creación, promoción y desarrollo
- Premio especial Marino Gutiérrez-Duro Felguera
- Galardón Verdes Valles Mineros
- Premio individual
- Premio colectivo
- Premio literario juvenil

Cada año coincidiendo con los premios se realiza una ofrenda floral en el monumento erigido en su honor en el Parque Dolores F. Duro de La Felguera (Langreo) poco después de su muerte.